# The Fun, the Luck and the Tycoon
Pour plus de détails, voir Fiche technique et Distribution.
The Fun, the Luck and the Tycoon (吉星拱照, Gat seng gung ziu) est une comédie hongkongaise de 1990, réalisée par Johnnie To.

## Fiche technique
- Titre : The Fun, the Luck and the Tycoon
- Titre original : 吉星拱照 (Gat seng gung ziu)
- Réalisation : Johnnie To
- Scénario : Dik Hoi
- Musique : Lo Ta-yu
- Photographie : Horace Wong
- Montage : Huang Ming-kang
- Production : Catherine Hun
- Société de production : Cinema City
- Pays :  Hong Kong
- Genre : Comédie romantique
- Durée : 90 minutes
- Dates de sortie : 
  - Hong Kong : 18 janvier 1990

## Distribution
- Chow Yun-fat : Lam Bo Sun / M. Stink
- Sylvia Chang : : Hung Leung Yuk
- Nina Li Chi : Cindy Chan
- Lawrence Cheng : Jim Hsu
- Yu Ha : M. Hung
- Sun Wong : Fatso
- Fung Woo : Cheung